# Lična zaštitna oprema za negu pacijenata s kovidom 19
Lična zaštitnа opremа za negu pacijenata s kovidom 19 prema preporukama Svetske zdravstvene organizacije obavezna je zaštitna mera na radu za sve zdravstvene radnike, koji rade na zbrinjavaju sumnjivih ili obolelih pacijenata od koronavirusne bolesti.
Nauka nas je više puta uveravala da je naša najveća zaštita od ovog virusa i dalje nošenje maske, odnosno ličene zaštitne opreme i socijalno distanciranje. Takođe smo saznali od Agencije za zaštitu životne sredine (EPA) da možemo smanjiti rizik od prenosa virusa otvaranjem prozora i vrata kako bismo poboljšali ventilaciju u zatvorenom prostoru, i time smanjili koncentraciju virusa u vazduhu.

## Lična zaštitna oprema
| Minimum lične zaštitne opreme za rad sa osobama sumnjivim ili potvrđenim da boluju od kovida 19. | Minimum lične zaštitne opreme za rad sa osobama sumnjivim ili potvrđenim da boluju od kovida 19. |
| Zaštita                                                                                          | Preporučena lična zaštitna oprema                                                                |
| ------------------------------------------------------------------------------------------------ | ------------------------------------------------------------------------------------------------ |
| Respiratorna zaštita                                                                             | FFP2 ili FFP3 respirator (verzija sa ventilima ili bez ventila).                                 |
| Zaštitne naočare                                                                                 | Naočare (ili štitnik za lice)                                                                    |
| Zaštita tela                                                                                     | Ogrtač vodootporan sa dugim rukavima                                                             |
| Zaštita ruku                                                                                     | Rukavice za zaštitu ruku                                                                         |

### Zaštita disajnih organa
Respiratori FFP2 ili FFP3 respirator (verzija sa ventilima ili bez ventila), su najbolja zaštitna sredstva za respiratornih organe, koja štite od udisanja aerosola, kapljica i čestica u vazduhu.
Postoje razne vrste i veličine respiratora u zavisnosti od namene i individualnih karakteristika korisnika. 
Respiratori pre upotrebe zahtevaju obuku korisnika u njihovom nameštanju, skidanju i održavanju.

### Maske za lice
Maske za lice (hirurške maske) uglavnom štite od izdahnutih kapljica; njihova upotreba se preporučuje u slučaju:
- nedostatak respiratora,
- procena od slučaja do slučaja.

Postoje dve glavne vrste maski koje se obično koriste u zdravstvu. 
- N95 respiratori — koji filtriraju 95% čestica koje se prenose vazduhom, uključujući bakterije i viruse.
- Lake hirurške ili medicinske maske za lice — napravljene su da štite od izdahnutih kapljica i spreče da zdrava osoba dođe u kontakt sa pljuvačkom i izlučevinama. Njihova upotreba se preporučuje u slučaju:[2] nedostatak respiratora, procene od slučaja do slučaja.

Obe vrste maski smanjuju stopu zaraze među zdravstvenim radnicima, mada poređenja radi (barem kod gripe) studije pokazuju da je prva vrsta bolja od druge. Međutim jedna pregledna studija kineskih istraživača obavljena 2020. u šest nasumično kontroliranih ispitivanja koja su obuhvatila više od 9.000 ispitanika nije ustanovila nikakve prednosti maske N95 u odnosu na obične hirurške maske za pružatelje zdravstvenih usluga osoba koje leče bolesnike s gripom.

### Zaštitni viziri
ECDC predlaže upotrebu vizira klase 2 ili 3 za zaštitu lica (FFP) ili respiratore (FFP2 ili FFP3, kada se proceni da ja slučaj sumnjiv na koronavirusni infekciju ili tokom lečenja potvrđenog slučaja. Kad se koristi FFP3 respirator potrebno je povremeno obavljati postupaka generisanja aerosola.

### Kontrola respiratora i maski
Uvek pre i povremeno u toku upotrebe respiratora i maske treba obaviti proveru ispravnosi i podešenosti kako bi se utvrdilo koja marka i model respiratora i koje veličine pružaju dobro prianjanje respiratora i maske na lice i, shodno tome, proceniti nivo zaštite, tako da zdravstveni radnik zna kada je respirator čvrsto nalegao na lice. Ove informacija je od velike važnosti, jer se zarađeni aerosol može probiti kroz praznine i ući u pluća ukoliko maska ne leži čvrsto na lice. 
Hirurške maske ne zahtevaju testiranje, jer se za njih zna da ne spadaju u hermetička sredstva

### Zaštita očiju
Za sprečavanje izloženosti virusima očne mukoze treba koristiti naočare ili zaštitne štitnike za lice.
Naočare moraju da odgovaraju karakteristikama lica korisnika i moraju biti kompatibilne sa respiratorom.

### Zaštita tela
Za sprečavanje kontaminacije tela treba koristiti zaštitne mantile otporne na vodu s dugim rukavima. Mantili ne treba da budu sterilan ukoliko se ne koristi u sterilnom okruženju (npr operacionoj sali).
Ako mantili otporni na vodu nisu dostupne, mogu se preko platnenih mantila koristiti plastične kecelje za jednokratnu upotrebu.

### Zaštita ruku
Za zaštitu ruku obavezno treba koriste gumene rukavice pri svakom kontaktu sa obolelim ilisuspektnim pacijentima ili zaraženim materijalom virusom uzročnikom kovida 19.

## Napomene
1. ↑  U slučaju nedostatka respiratora, preporučuje se upotreba maski za lice (hirurške ili proceduralne maske). Kada se koristi ova vrsta lične zaštite opreme, ograničenja i rizici u vezi sa njihovo upotrebom treba da se procenjuju od slučaja do slučaja.[2]

## Literatura
- World Health Organization (WHO). Coronavirus disease 2019 (COVID-19). Situation report – 29 2020 [updated 19 February 2020; cited 2020 25 February]. Geneva: WHO; 2020. Available from: www.who.int
- European Centre for Disease Prevention and Control (ECDC). COVID-19 2020 [internet, cited 2020 24 February]. Stockholm: ECDC; 2020. Available from: https://www.ecdc.europa.eu/en/novel-coronaviruschina%5B%5D.
- World Health Organization (WHO).Coronavirus disease (COVID-19) outbreak 2020 [cited 2020 24Fe bruary]. Geneva: WHO; 2020. Available from:www.who.int
- European Centre for Disease Prevention and Control (ECDC). Outbreak of severe acute respiratory syndrome coronavirus 2 (SARS-CoV-2):increased transmission beyond China – fourth update 2020 [cited 2020 24 February]. Stockholm: ECDC; 2020.Available from: www.ecdc.europa.eu[мртва веза]
- European Centre for Disease Prevention and Control (ECDC). Safe use of personal protective equipment in the treatment of infectious diseases of high consequence 2014 [cited 2020 25 February]. Stockholm: ECDC; 2020.from:[мртва веза]
- European Centre for Disease Prevention and Control (ECDC). Personal protective equipment (PPE) needs in healthcare settings for the care of patients with suspected or confirmed novel coronavirus (2019-nCoV) 2020 [cited 2020 25 February].Stockholm: ECDC; 2020.Available from:www.ecdc.europa.eu[мртва веза]

## Spoljašnje veze
|  | Molimo Vas, obratite pažnju na važno upozorenje u vezi sa temama iz oblasti medicine (zdravlja). |